# Yomamttae
Yomamttae (coréen : 요맘때) est une crème glacée lancée par Binggrae en 2004. Il s'agit d'un yaourt glacé enrichi en probiotiques décliné en de multiples saveurs.

## Goûts
Plusieurs variantes de Yomamttae sont disponibles, incluant les saveurs fraise, pêche, nature, yaourt glacé ABC et lune de miel. La version en gobelet propose des parfums tels que fraise, myrtille et miel nature. Les cônes sont disponibles en saveurs nature, étoile filante, fraise et nid d'abeille. Un cône au goût de mélange de baies a également été mis en vente un certain temps, mais il a été discontinué au profit du parfum similaire à la fraise.

## Publicité
En 2024, Binggrae a célébré le 20e anniversaire de la glace à travers une campagne publicitaire. Pour marquer cet événement, l'entreprise a choisi Chaeryeong, membre du groupe de K-pop ITZY, comme ambassadrice de la marque.